# Chemical Society
La Chemical Society, anomenada inicialment Chemical Society of London, fou una societat científica britànica fundada el 1841 amb l'objectiu d'organitzar trobades sobre temes de química i difondre els nous avanços en aquest camp. El 1980 s'agrupa amb d'altres societats per donar lloc a la Royal Society of Chemistry.
La fundaren 77 científics (metges, acadèmics, fabricants i emprenedors) a conseqüència de l'augment de l'interès en qüestions científiques, essent el primer president Thomas Graham. Set anys més tard, la reina Victòria li concedí una Carta Reial confirmant el seu propòsit de "l'avenç general de la ciència química". La Chemical Society tingué un gran èxit perquè, a diferència de les seves precursores, es tractava d'una fusió entre persones del món acadèmic i del món tecnològic. Les seves activitats s'ampliaren al llarg dels anys, fins i tot es convertí en un important editor en el camp de la química.